# Dimorphinoctua goughensis
Dimorphinoctua goughensis är en fjärilsart som beskrevs av Fletcher 1963. Dimorphinoctua goughensis ingår i släktet Dimorphinoctua och familjen nattflyn. Inga underarter finns listade i Catalogue of Life.